# Dolichoderinae

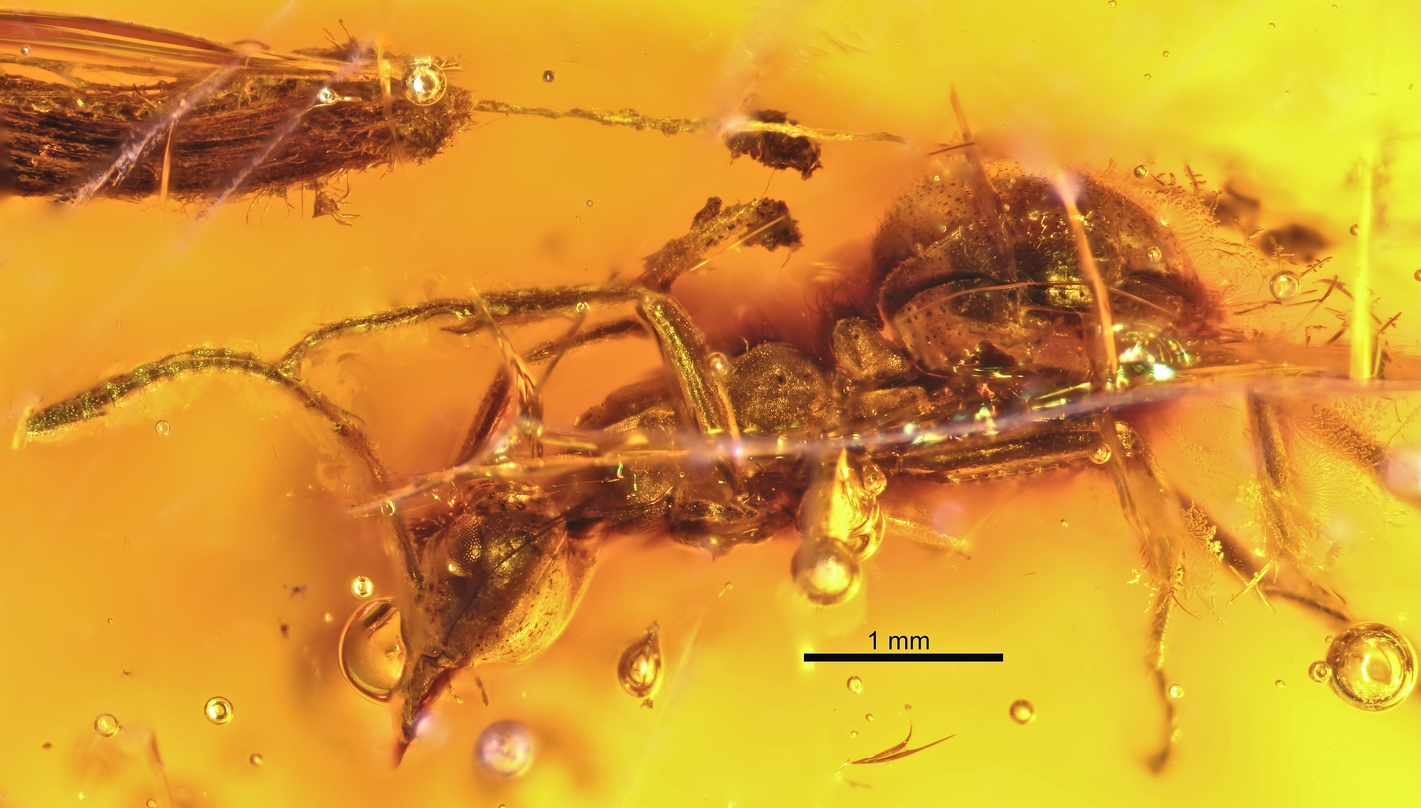
Asymphylomyrmex balticus, fósil Dolichoderinae en ámbar del Baltico

Los dolicoderinos (Dolichoderinae) son una subfamilia de hormigas, que incluye especies como la hormiga argentina (Linepithema humile), la hormiga errática (Tapinoma erraticum), la hormiga doméstica olorosa (Tapinoma sessile) y Dorymyrmex. Se distribuyen por casi todo el mundo, excepto zonas polares.

## Características
Esta subfamilia se distingue por tener un solo pecíolo (no postpeciolo) y un orificio, y no el acidoporo rodeado de pelos que caracteriza a la subfamilia Formicinae. Las hormigas Dolichoderine no poseen aguijón, al contrario de muchas hormigas de otras subfamilias, como Ponerinae y Myrmicinae, pero presentan glándulas anales que segregan una sustancia de olor desagradable semejante al de la mantequilla rancia que contiene iridomirmecina y que utilizan como sistema defensivo. Los machos y las hembras fértiles son alados.

## Géneros
Se reconocen los siguientes:
| - Amyrmex - Anillidris - Anonychomyrma - Aptinoma - Arnoldius - Axinidris - Azteca - Bothriomyrmex - Chronoxenus - Doleromyrma | - Dolichoderus - Dorymyrmex - Ecphorella - Forelius - Froggattella - Gracilidris - Iridomyrmex - Leptomyrmex - Linepithema | - Liometopum - Loweriella - Nebothriomyrmex - Ochetellus - Papyrius - Philidris - Ravavy - Tapinoma - Technomyrmex - Turneria |